# Galon (pasmanteria)

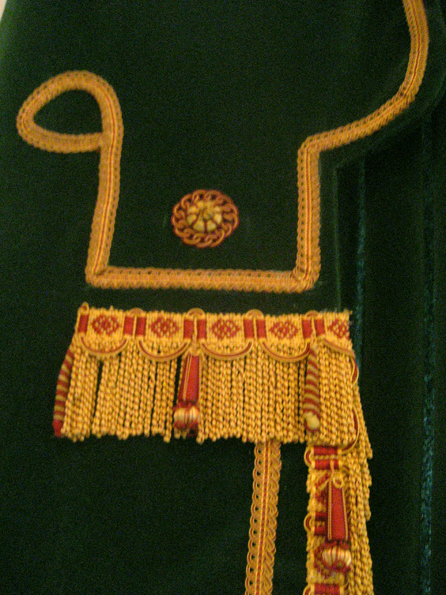
Galon i frędzla na mundurze amerykańskim z Vermont

Galon, pasamon – tkana lub pleciona taśma wykonana całkowicie lub z dodatkiem metalowych nitek, stosowana głównie do dekoracji strojów.
Galonów używano od XVI wieku do zdobienia ubiorów poprzez naszywanie ich na strojach. W XVI, XVII, XVIII wieku były stosowane w strojach dworskich i uroczystych.

Taśmy takie, gładkie lub wzorzyste wykonywano z nici jedwabnych lub bawełnianych, nici metalowe stosowane do ich produkcji były przeważnie srebrne lub złote. Brzegi galonów często miały geometryczny wzór, środek wypełniały motywy roślinne w postaci stylizowanych liści lub wici.

W XIX wieku zostały na liberiach oraz zaczęto je stosować do oznaczania dystynkcji na mundurach wojskowych, zwłaszcza na epoletach i czapkach. W związku z tym w uproszczeniu galon utożsamia się często z pagonem, epoletem czy w ogóle z naramiennikiem wojskowym.
Określenia galon używano również dla wykończenia obić tapicerskich wykonanego z jedwabnej lub bawełnianej taśmy (od II poł. XVIII wieku).